# Arefbea capreolus
Arefbea capreolus är en insektsart som först beskrevs av Jürgen Heinze 1940.  Arefbea capreolus ingår i släktet Arefbea och familjen Plataspidae. Inga underarter finns listade i Catalogue of Life.